# Jakob Nielsen (skuespiller)
 For alternative betydninger, se Jakob Nielsen. (Se også artikler, som begynder med Jakob Nielsen)
Jakob Christian Nielsen (8. juni 1900 på Frederiksberg – 1. april 1979) var en dansk skuespiller.
Han var søn af forfatteren L.C. Nielsen. Student i 1920.
Gennemgik Det kongelige Teaters elevskole og debuterede i 1922.
Frem til 1926 var han engageret ved Odense Teater og var herefter ansat ved Alléteatret.
Sidenhen optrådte han på en lang række københavnske scener.
Han var direktør for Aalborg Teater 1937-1942 (fra 1938-1940 i samarbejde med skuespilleren Bjarne Forchhammer).
Hans bror var journalisten Carsten Ib Nielsen.
Han var gift med skuespilleren Tove Bang og far til skuespilleren Klaus Scharling Nielsen.

## Udvalgt filmografi
Blandt den række af film han nåede at optræde i kan nævnes:
- Den kloge mand – 1937
- Livet på Hegnsgaard – 1938
- Når bønder elsker – 1942
- Billet mrk. – 1946
- Brevet fra afdøde – 1946
- De pokkers unger – 1947
- Kristinus Bergman – 1948
- For frihed og ret – 1949
- Susanne – 1950
- Det sande ansigt – 1951
- Bag de røde porte – 1951
- Unge piger forsvinder i København – 1951
- Husmandstøsen – 1952
- Kærlighedsdoktoren – 1952
- Vejrhanen – 1952
- Fløjtespilleren – 1953
- Hejrenæs – 1953
- Kriminalsagen Tove Andersen – 1953
- Sønnen – 1953
- Sukceskomponisten – 1954
- Himlen er blå – 1954
- Et eventyr om tre – 1954
- Ild og Jord – 1955
- Mod og mandshjerte – 1955
- Blændværk – 1955
- Der kom en dag – 1955
- Gengæld – 1955
- Tante Tut fra Paris – 1956
- Bundfald – 1957
- Englen i sort – 1957
- Andre folks børn – 1958
- Over alle grænser – 1958
- Vagabonderne på Bakkegården – 1958
- Forelsket i København – 1960
- Tro, håb og trolddom – 1960
- Den sidste vinter – 1960
- Venus fra Vestø – 1962
- Vi voksne – 1963
- Paradis retur – 1964
- Mor bag rattet – 1965
- Slap af, Frede – 1966

## Eksterne links
- Jakob Nielsen på Internet Movie Database (engelsk)
- Jakob Nielsen på Filmdatabasen
- Jakob Nielsen på danskefilm.dk
- Jakob Nielsen på danskfilmogtv.dk
- Jakob Nielsen på Scope
- Jakob Nielsen på Svensk Filmdatabas (svensk)
- Jakob Nielsen på The Movie Database (engelsk)
- Jakob Nielsen på gravsted.dk